# How Much Is the Fish?
How Much Is the Fish? è un singolo del gruppo musicale tedesco Scooter, pubblicato nel 1998 ed estratto dall'album No Time to Chill.

## Tracce
- CD

1. How Much Is the Fish? – 3:45
2. How Much Is the Fish? (Extendedfish) – 5:23
3. How Much Is the Fish? (Clubfish) – 6:11
4. Sputnik – 3:06